# Gonyaulacales
Gonyaulacales es un orden de organismos unicelulares de la superclase Dinoflagellata, clase Dinophyceae. Son peridinioides, blindados, principalmente marinos, mayormente son algas con plastos, a veces redondeados. Algunos producen toxinas. Se distinguen sobre todo por la disposición y el número de placas.
Familia Cladopyxiaceae
Familia Gonyaulacaceae Lindemann, 1928
Familia Ceratocoryaceae Lindemann, 1928
Familia Ceratiaceae Willey et Hickson, 1909
Familia Goniodomaceae Lindemann, 1928
Familia Pyrocystaceae Apstein, 1909
Familia Heterodiniaceae Lindemann, 1928
Familia Crypthecodiniaceae Biecheler, 1938 ex Chatton, 1952

## Galería

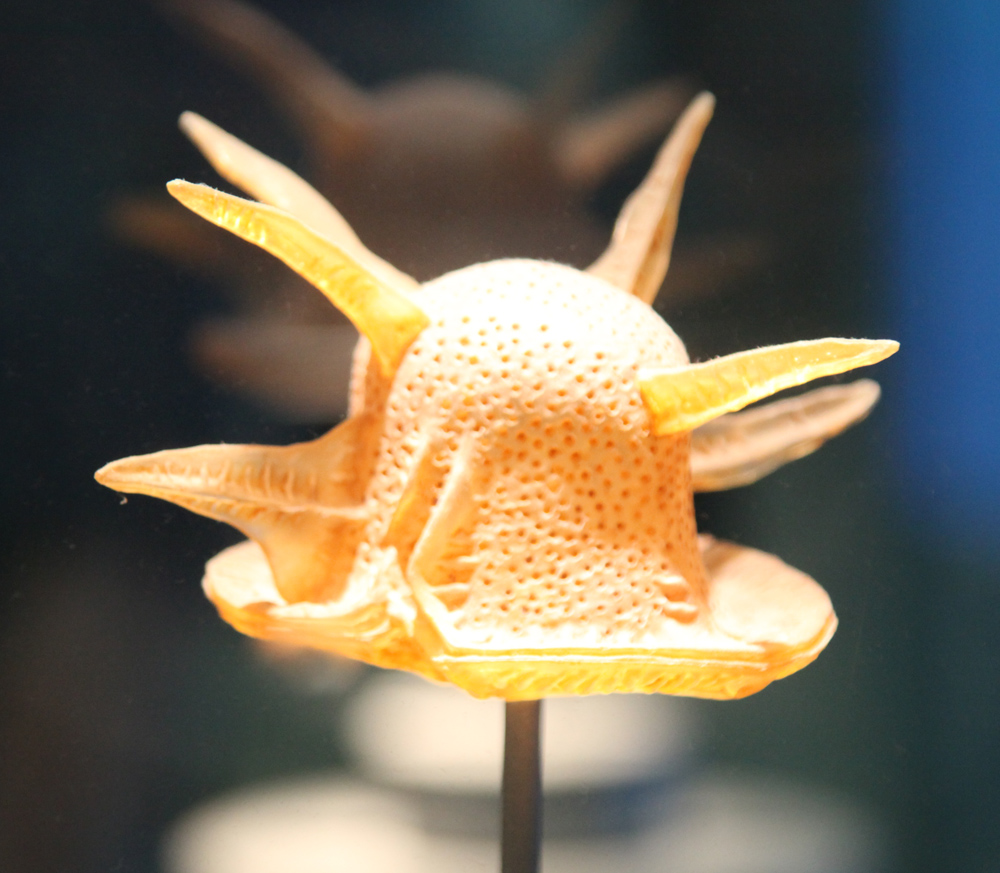
Ceratocorys
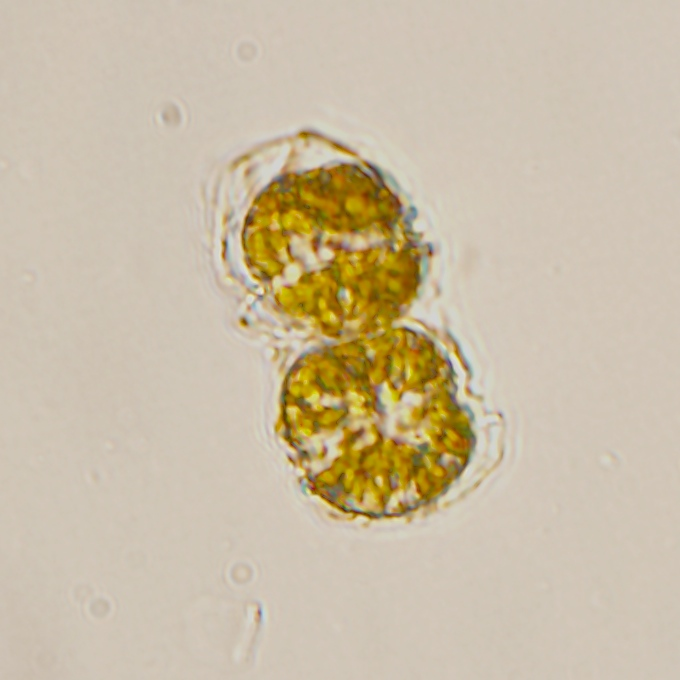
Alexandrium
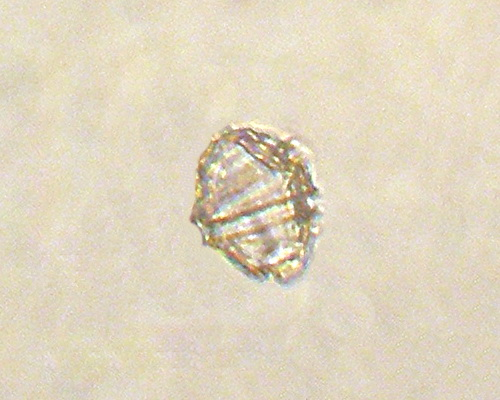
Gonyaulax spinifera
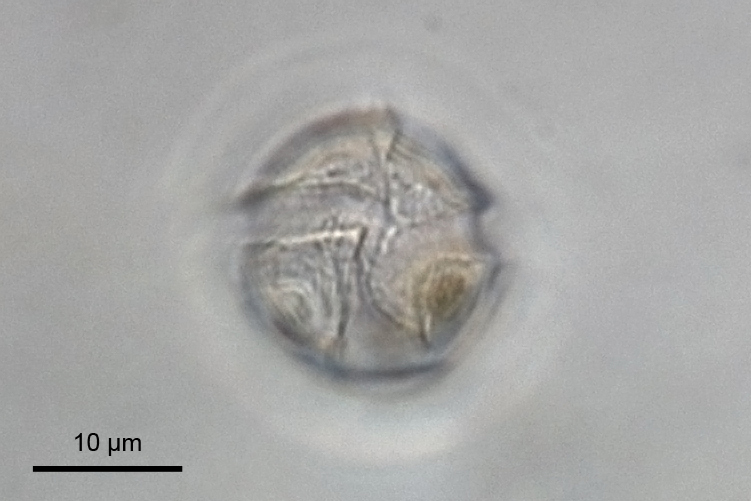
Peradiniella danica
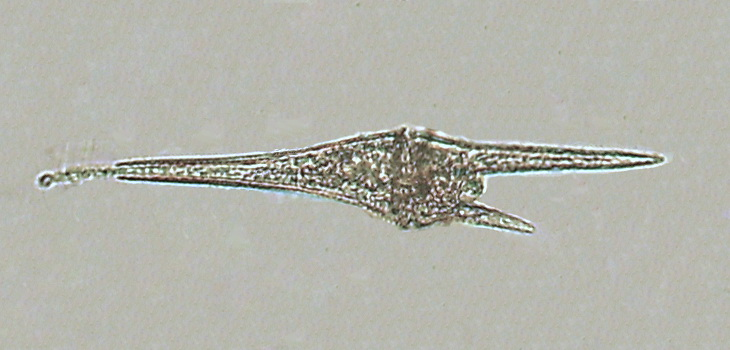
Ceratium furca
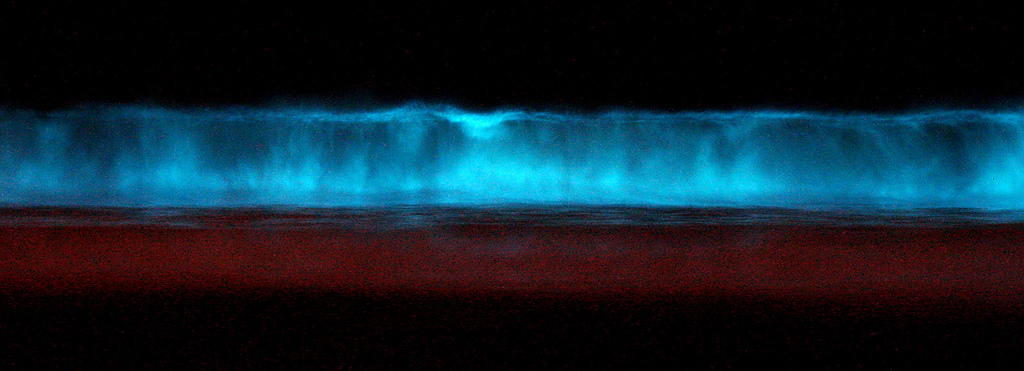
Bioluminiscencia producida por Lingulodinium polyedrum